# Kim So-hye
Ne doit pas être confondu avec Kim So-hyun.
Kim So-hye, née le 19 juillet 1999 à Séoul, est une actrice sud-coréenne, ancien membre du groupe I.O.I,.

## Filmographie sélective

### Cinéma
- 2019 : Sae-bom dans Moonlit Winter de Lim Dae-hyung (en)[3]
- 2021 : Moon Ha-young dans Guimoon: The Lightless Door de Sim Deok-Geun